# Maria Zilda Bethlem
Maria Zilda Bethlem, talora accreditata solo Maria Zilda (Rio de Janeiro, 20 ottobre 1951), è un'attrice brasiliana.

## Biografia
Ha vinto il Premio per la Migliore Attrice al Festival di Montreal per il suo ruolo nel film A Intrusa , e il riconoscimento analogo al Festival di Gramado per la parte svolta nella pellicola Eu Não Conhecia Tururú. Ha lavorato in numerose telenovelas, tra cui Agua Viva,  Adamo contro Eva, Giungla di cemento e Aquele beijo.

## Vita privata
Nel 2008 ha rivelato di essere bisessuale convolando a nozze con l'architetta Ana Kalil; in precedenza aveva sposato due uomini, l'ingegnere César Leite Fernandes e il regista televisivo Roberto Talma. Nel 2017 l'attrice ha lasciato anche Ana Kalil. Ha due figli maschi; il maggiore è frutto del primo matrimonio, mentre il secondo è nato da quello con Talma.